# 丁誠
丁誠（1533年—？），字子成，山西平陽府安邑縣人，明朝政治人物。

## 生平
山西鄉試第四十六名舉人。嘉靖四十一年（1562年）中式壬戌科會試第二百五十六名，三甲第八十五名進士。隆慶四年（1570年）任直隸河間府知府，陞陝西按察使司副使。

## 家族
曾祖丁安；祖父丁彥方；父丁良弼，母趙氏。慈侍下。